# Sebastiania haploclada
Espèce
Sebastiania haploclada est une espèce de plantes à fleurs de la famille des Euphorbiaceae native du Pérou.

## Répartition
Cet arbre ou arbuste est endémique du Pérou. Il pousse principalement dans le biome tropical humide.

## Systématique
Le nom correct complet (avec auteur) de ce taxon est Sebastiania haploclada Briq.,.

### Publication originale
- (la + fr) John Briquet, « Espèce nouvelles ou peu connues de l'herbier Delessert », Annuaire du Conservatoire et du jardin botaniques de Genève, Genève, vol. 4, no 7,‎ 26 novembre 1900, p. 213-243 (lire en ligne, consulté le 10 juin 2025).